# Айкадзор
Айкадзо́р (арм. Հայկաձոր) — село в Армении, в Ширакской области.

## География
Община села Айкадзор Ширакского марза (области), находится на северо-западе Республики Армения,  примерно  в 37 км к юго-западу от  Гюмри,  на левом берегу реки Ахурян.
До середины 20 века,  село располагалось  вблизи каньона реки Ахурян,  вокруг сохранившейся церкви Св. Григора Просветителя (10 в.)  и было известно под различными названиями: Кармир Ванк, Большая Кизилкилиса, Кизилкилиса, Хошаванк (Гошаванк),  Новый Хошаванк, Гушаванк, Кошаванк. В 40-х годах 20 в. село Кошаванк было перенесено (переселено) на 300 - 400 метров  к востоку  и  северо-востоку от госграницы и в 1950 г.  переименовано  в Айкадзор.

## Климат
Климат  в той части Ширакского плато (котловины), где расположен Айкадзор, умеренно-горный, сухой .  Зима продолжительная, холодная, с  постоянным  (декабрь - март)  снежным покровом. Дуют сильные ветры, часты метели и морозы. Лето жаркое,  атмосферные осадки в июле - августе незначительные. Годовое количество осадков  колеблется от 300 - 400 мм   до   400-500 мм. . Максимальное количество осадков выпадает весной.

## Экономика
Население занимается скотоводством и земледелием.

## Упоминания в художественной литературе
Хачатур Абовян в  романе «Раны Армении» упоминает  Кошаванк, в котором останавливается главный герой «смельчак Агаси» со своими соратниками
В романе-трилогии Арутюна Мкртчяна «Записки неизвестного солдата» упоминается «село Гошаванк, расположенное рядом с  монастырем, имя которого оно носит»
Армянская писательница Ахавни (псевдоним Ахавни Аршаковны Григорян) в своем романе «Ширак» относительно подробно пишет о «соседнем селе Гошаванк" и его обитателях
В фольклоре жители Кошаванка, наряду с жителями других сёл,  упоминаются в народных песнях Ширака, собранных М. Исаакяном

## Галерея

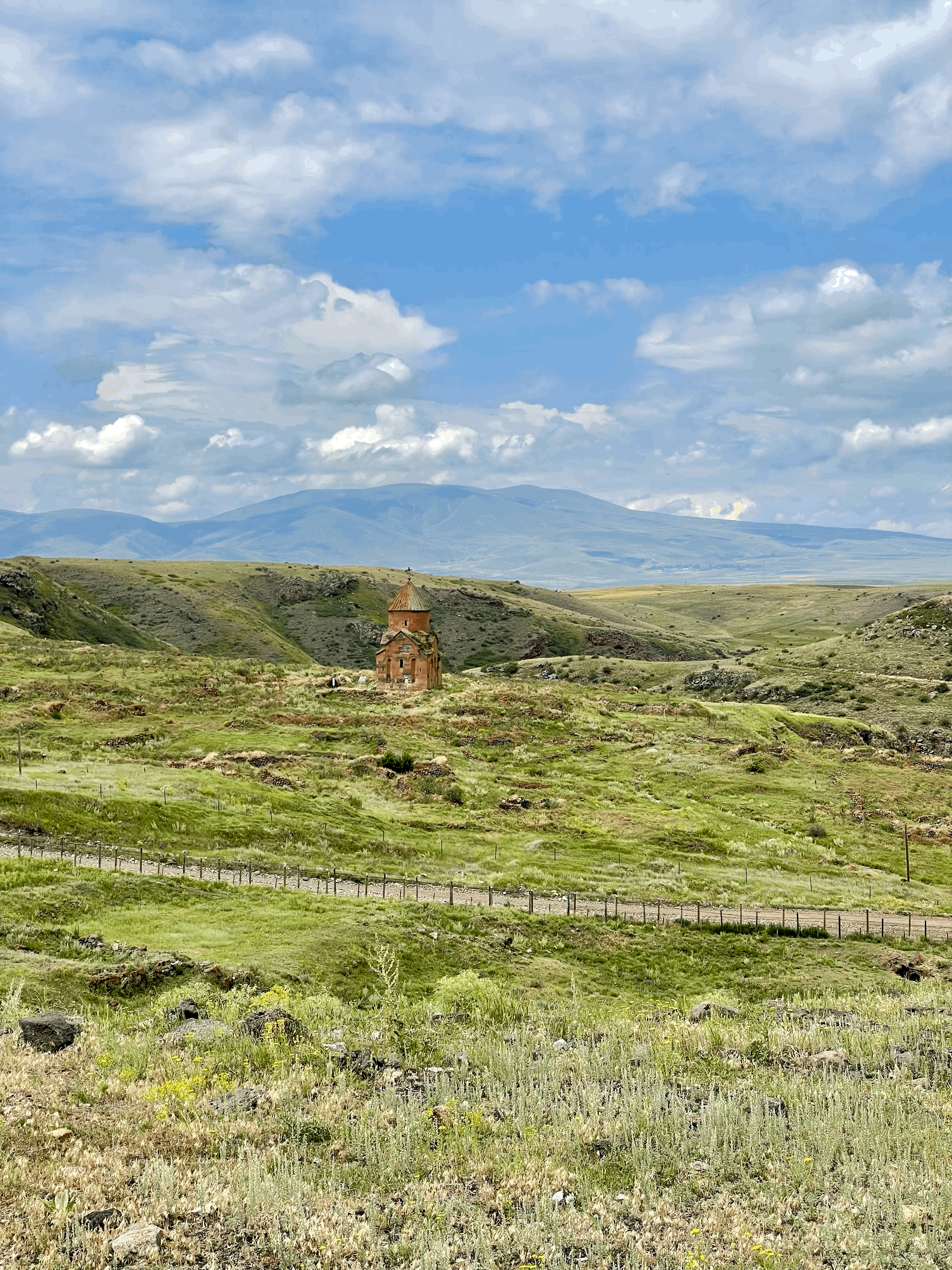
Церковь св. Григория Просветителя, X век. Расположена на текущей границе Армении и Турции
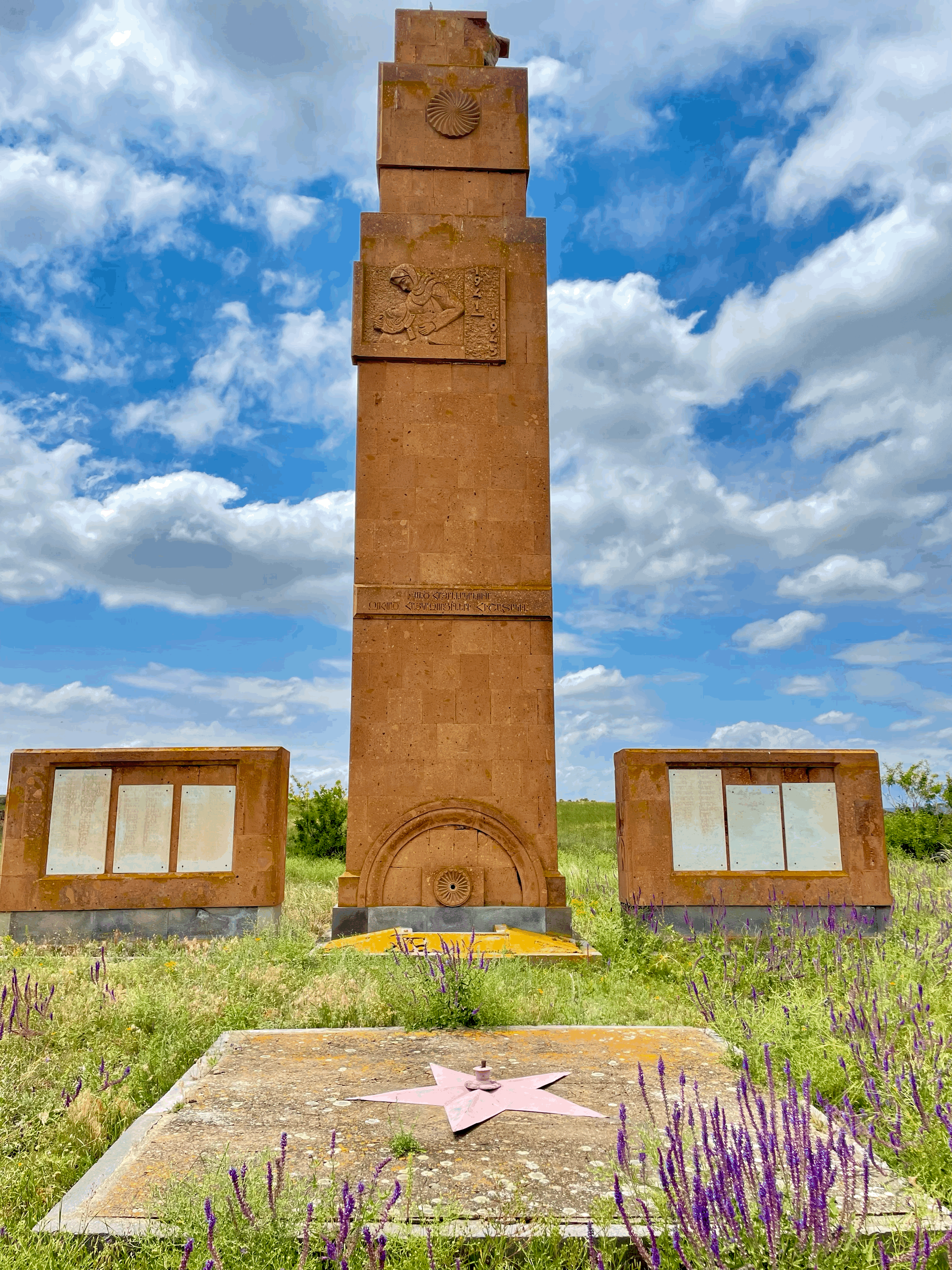
Мемориал воинам, погибшим в Великой Отечественной войне